# 오준환
오준환(吳濬煥, 1965년 5월 24일 ~ )은 경기도의원을 역임한 대한민국의 정치인이다. 제19·20대 국회의원을 역임한 오신환의 친형이기도 하다. 아버지는 오유근 전 서울특별시의원이다.

## 학력
- 미국 캘리포니아 공과대학교 경영대학원(MBA) 졸업 (1990년 5월 ~ 1991년 8월 경영학 석사 과정 재학)

## 주요 경력
- 미국 로열 아이멕스(Royal Imex, Inc.) 최고재무관리자(CFO)
- 윤석열 제20대 대통령직 인수위원회 자문위원
- 경기 고양시관광협의회 회장

## 역대 선거 결과
| 실시년도 | 선거      | 대수 | 직책   | 선거구                | 정당     | 득표수   | 득표율          | 순위 | 당락 | 비고           |
| -------- | --------- | ---- | ------ | --------------------- | -------- | -------- | --------------- | ---- | ---- | -------------- |
| 2022년   | 지방 선거 | 11대 | 도의원 | 경기 고양시 제9선거구 | 국민의힘 | 19,669표 | \| \| 55.44% \| | 1위  |      | 초선, 민선 8기 |
|          | 55.44%    |      |        |                       |          |          |                 |      |      |                |